# Mark Freitag
Mark Freitag (* um 1961) ist ein kanadischer Badmintonspieler.

## Karriere
Mark Freitag wurde 1982 und 1983 nationaler kanadischer Meister. 1982 war er auch bei den French Open erfolgreich. 1983 nahm er an den Badminton-Weltmeisterschaften teil, 1982 an den Commonwealth Games.

## Sportliche Erfolge
| Saison | Veranstaltung                   | Disziplin    | Platz | Name                          |
| ------ | ------------------------------- | ------------ | ----- | ----------------------------- |
| 1979   | Kanada: Juniorenmeisterschaften | Mixed        | 1     | Mark Freitag / Linda Morden   |
| 1979   | Kanada: Juniorenmeisterschaften | Herrendoppel | 1     | Brad Wowchuk / Mark Freitag   |
| 1980   | Kanada: Juniorenmeisterschaften | Mixed        | 1     | Mark Freitag / L. O’Donoghue  |
| 1982   | French Open                     | Herrendoppel | 1     | Bob MacDougall / Mark Freitag |
| 1982   | Kanada: Einzelmeisterschaften   | Herrendoppel | 1     | Bob MacDougall / Mark Freitag |
| 1983   | Weltmeisterschaft               | Herrendoppel | 17    | Bob MacDougall / Mark Freitag |
| 1983   | Kanada: Einzelmeisterschaften   | Mixed        | 1     | Mark Freitag / Linda Cloutier |